# オートヴィル＝ラ＝ギシャール
オートヴィル＝ラ＝ギシャール （Hauteville-la-Guichard）は、フランス、ノルマンディー地域圏、マンシュ県のコミューン。

## 地理
1825年に隣のモンキュイに土地を割譲して以来、オートヴィル＝ラ＝ギシャールの土地面積は1 198ヘクタールに縮小された。コミューンには多くの集落が含まれている。

## 由来
1350年から1361年までの間、地名がアルタヴィラ（Altavilla）であったことが証明されている。
12世紀、オルデリック・ヴィタルはオートヴィル領主タンクレードについて述べている。貴族は、この時代の常として、自ら治める土地の名を姓名に付け足していた。それは無作為にではなく一般常識として、人が暮らす土地に合わせ、住民の共同体に焦点を当ててつけたのであろう。アルタヴィラの名は、厳密には『丘の上の居住地』と翻訳することができる。
コミューン名の第二要素、ギシャールは、タンクレードの子の1人ロベール・ギスカール（彼は1015年にカーヴ集落で生まれた）の名が変形したものである。よって、オートヴィル＝ラ＝ギシャールは伝統的に、ロベール・ギシャール生誕地であるとみなされているのであるが、コタンタンにおいてオートヴィルという名の3つの教区があったという決定的な証拠はないし、これはクタンス司教区内で、ということになる。さらに、1280年のプイエ（Pouillé、特定の地域の聖職禄を列挙したもの）によれば、ラ・ギシャールは、むしろギシャール・ド・モンフォール（Guichard de Montfort）を意味していた。モンフォール家はブルターニュ発祥の家系で当時は教区の守護者であった。しかしこの家系は当時この地方でその地位を確立させていない。コタンタンにおいてGuischartという姓が集中していたことに注意する必要がある。ロベール・ギスカールは親族であるかどうかを判断できないと言ったが、それは親族のただ一人もオートヴィル＝ラ＝ギシャールに住んでいなかったからなのである。
長年にわたって、複数の地名が使われた。Hauteville（1643年）、Haulteville-la-Guichard（1700年）、Hautteville-la-Guychard（1787年）、Hauteville-le-Guichard（1789年）、Haulteville-la-Guischard（1793年）、そしてHautteville-la-Guichardである。
1933年、コミューン議会は、GuiscardをGuichardに置き換えてコミューン名をHautteville-la-Guiscardと改めるよう求めた。しかし国務院はコミューン名の変更は必要ないとし、コミューンはこの決定に従った。輝かしい創設者への感謝の心を理解することなく、行政上の理由がなければならないというのである。

## 歴史
ローマ時代、この地に村の痕跡はなかった。オートヴィルは10世紀、Hialttという名のノルウェーからやってきたヴァイキングによって建設された。ロロによって行われたノルマンディーの土地分配を受けて、この土地にはHiattvillaという名が与えられた。
彼のひ孫であるタンクレードは、自らの剣の一撃で野生のイノシシを倒すという偉業から、ノルマンディー公リシャールの護衛を務めていた。彼はカーヴ集落の邸宅に住み、そこで彼の子孫が生まれた（2度の結婚で12人の息子、2人の娘に恵まれた）。
1031年以降、11人の息子たちのほとんどが南イタリアおよびシチリアの征服へ向かった。そのうちの2人、ルッジェーロ1世とロベルト・イル・グイスカルドはカラブリアとシチリアに王国を建設した。シチリアでは今もノルマン時代からの建物を見ることができ、その記憶は住民たちの間で生き続けている。
11世紀、セー男爵領が分割されるまで、オートヴィルはマリニー領主に依存していた。1461年、マリニー男爵ジャン・ド・モントーバンが主たる封土として購入した。16世紀、男爵領がロアン家の所有となっていたことが書物で証明されている。
1575年、モンバゾン公シャルル2世・ド・ロアンは、男爵領をアンリ・ド・シリーへ売却した。

## 経済
オートヴィルは農村のコミューンである。15ある農場では、生乳生産、養豚、養鶏、ウシ飼育、穀物やトウモロコシが生産されている。

## 人口統計
| 1962年 | 1968年 | 1975年 | 1982年 | 1990年 | 1999年 | 2006年 | 2012年 |
| ------ | ------ | ------ | ------ | ------ | ------ | ------ | ------ |
| 529    | 463    | 374    | 374    | 358    | 372    | 425    | 453    |

source=1999年までLdh/EHESS/Cassini、2004年以降INSEE